# Turbonilla dunedinensis
Turbonilla dunedinensis is een slakkensoort uit de familie van de Pyramidellidae. De wetenschappelijke naam van de soort is voor het eerst geldig gepubliceerd in 1937 door Laws.